# Humongous Entertainment
Humongous Entertainment is een Amerikaanse ontwikkelaar van educatieve computerspellen gericht op kinderen jonger dan 10 jaar. Het bedrijf is sinds juli 2013 onderdeel van Tommo.

## Geschiedenis
Het bedrijf werd in 1992 opgericht door Shelley Day en Ron Gilbert. De naam is bedacht door Tim Schafer, een voormalig collega van Gilbert bij LucasArts. Humongous Entertainment is vooral bekend van point-and-click adventurespellen als Putt-Putt, Freddi Fish, Pajama Sam en Spy Fox.
In juli 1996 werd het bedrijf overgenomen door GT Interactive Software voor een bedrag van 76 miljoen dollar. GT Interactive Software werd in november 1999 overgenomen door Infogrames Entertainment SA, de naam van eerstgenoemde werd veranderd naar Infogrames. Nadat Infogrames het bedrijf Hasbro Interactive (wat de rechten van de merknaam Atari in het bezit had) overnam, veranderde Infogrames haar naam naar Atari.
In 2000 deden de medeoprichters een poging om Humongous Entertainment door middel van externe financiering terug te kopen van Infogrames. Op dezelfde dag knapte echter de zogenaamde internetzeepbel waardoor de operatie werd afgeblazen. De medeoprichters verlieten na enige tijd het bedrijf om in 2001 Hulabee Entertainment op te richten.
De meeste werknemers van Humongous Entertainment werden door Atari ontslagen in 2001, enkele jaren later werd Humongous Entertainment gesloten. In 2005 werd Humongous Entertainment weer verkocht aan Infogrames Entertainment voor 10,3 miljoen dollar. De spellen werden nog tot eind maart 2006 uitgebracht door Atari. In 2011 verschenen verschillende spellen van Humongous Entertainment voor de iPod touch, iPhone en iPad.
Door financiële problemen bij Atari werd Humongous Entertainment in juli 2013 eigendom van Tommo, echter niet alle franchises werden overgenomen. De Backyard Sports-serie werd eigendom van The Evergreen Group, het Britse bedrijf Rebellion nam de titel Moonbase Commander over.
In april 2014 werd door Tommo en Night Dive Studios bekendgemaakt dat 28 titels van Humongous Entertainment op het softwareplatform Steam werden uitgebracht. Hieronder bevinden zich Putt-Putt, Pajama Sam, Freddi Fish en Spy Fox.